# Cattleya purpurata
Cattleya purpurata là một loài thực vật có hoa trong họ Lan. Loài này được (Lindl. & Paxton) Van den Berg mô tả khoa học đầu tiên năm 2008.

## Hình ảnh

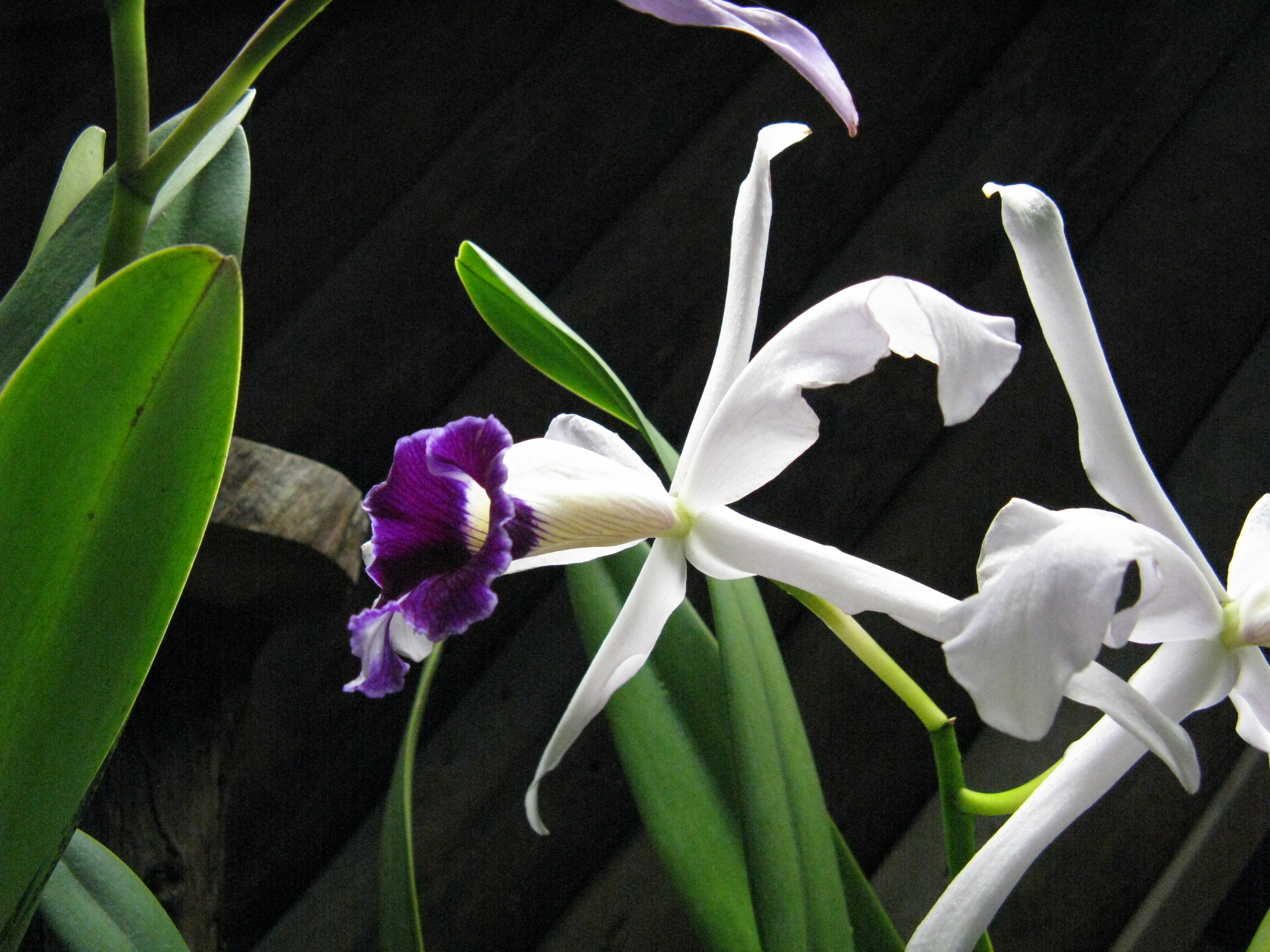
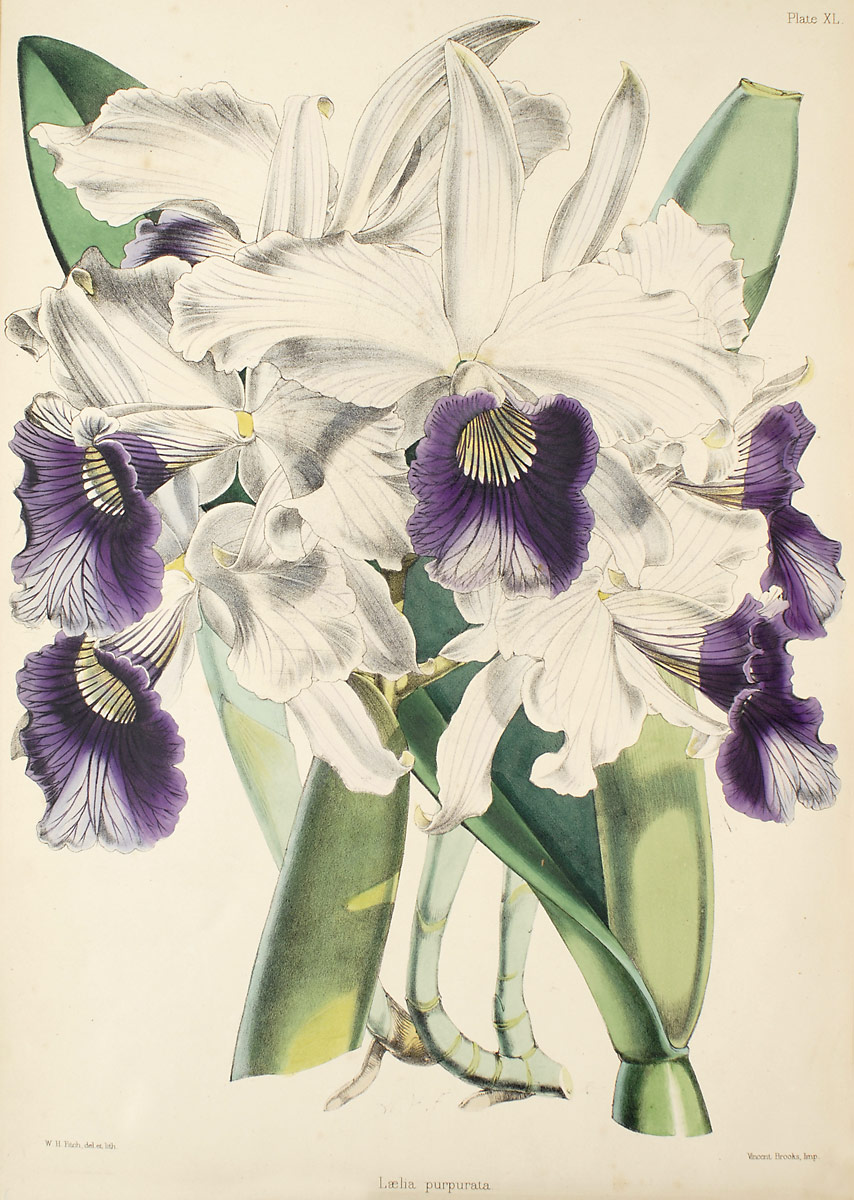
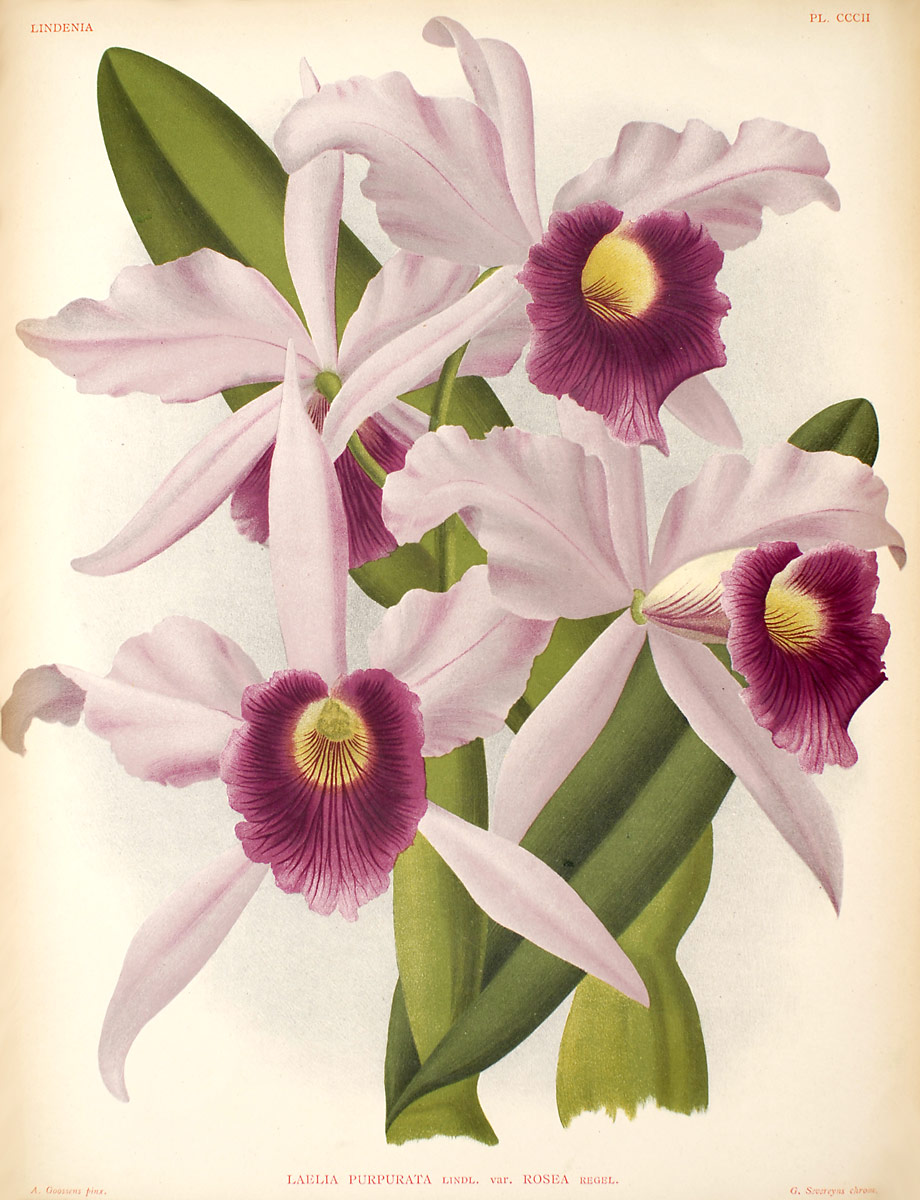
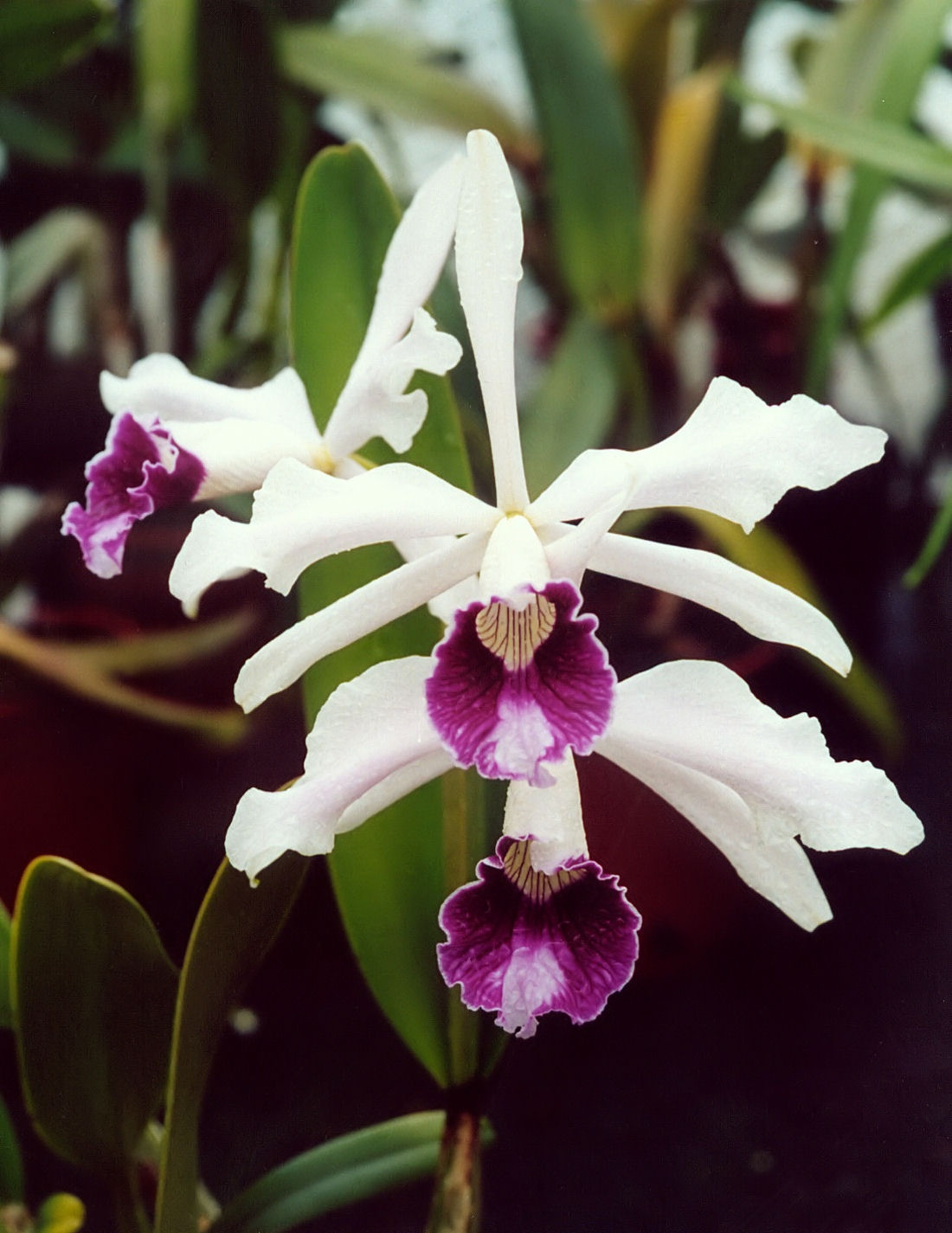